# Dschand
Dschand (anders transliteriert Ǧand) war im Mittelalter eine Stadt am unteren Lauf des Syrdarja in Transoxanien.

## Lage
Die Stadt lag also im Süden des heutigen Kasachstan.
Zur genauen Lage der Stadt wurden in der Forschung verschiedene Hypothesen aufgestellt. Im 19. Jahrhundert identifizierte Pjotr Iwanowitsch Lerch Dschand mit Ruinen und einem kirgisischen Friedhof nahe Chor-Chut (heute eine Station der Trans-Aral-Eisenbahn). Der Forschungsreisende V. Kallaur suchte Dschand näher bei Perowsk (dem heutigen Qysylorda). Sergei Pawlowitsch Tolstow vermutete, vor allem aufgrund der Namensähnlichkeit, die Ruinen in Dschan-Kala seien diejenigen der Stadt Dschand. Kasachische Archäologen fanden dort jedoch keine Münzen mit dem Prägeort Dschand aber etliche Münzen aus dem 14. Jahrhundert. Weitere Untersuchungen führten diese Forschergruppe zur Vermutung, Dschand sei mit den Ruinen in Myntobe zu identifizieren, jedenfalls wurden die von ihnen dort gefundenen Münzen alle in Dschand geprägt.

## Geschichte
Im 10. Jahrhundert wurde Dschand vom Geographen Ibn Hauqal und ihm folgend im Hudūd al-ʿĀlam als eine von drei Siedlungen am Unterlauf des Syrdarja im Gebiet der Oghusen erwähnt. Neuere archäologische Forschungen an benachbarten Städten legen nahe, dass auch Dschand schon in vorislamischer Zeit gegründet wurde.
In Erzählungen von den Ursprüngen der Seldschuken wird berichtet, dass Seldschuk, der eponyme Begründer dieser Herrscherdynastie, mit seinen Anhängern nach Dschand kam und dort zum Muslim wurde. An der Seite der Bewohner der Stadt kämpfte er mit seinen Leuten, um diese Muslime von einem Tribut an damals noch heidnische Oghusen zu befreien. Seldschuk erreichte ein hohes Lebensalter und wurde in Dschand beigesetzt, jedenfalls suchte sein Nachfahre Alp Arslan später dort sein Grab.
Der Oghusenherrscher Schah-Malik war Fürst von Dschand, als er 1038 von dem Ghaznawiden Masʿūd als sein Statthalter in Choresmien eingesetzt wurde. Als Schah-Malik jedoch 1041 seine Ansprüche militärisch durchgesetzt hatte, war Masʿūd bereits gestorben. Wenig später wurde Schah-Malik von den Seldschuken nach Persien vertrieben. In der Folgezeit muss diese Dynastie die Herrschaft über Dschand wieder verloren haben, denn 1065 führte Alp Arslan einen Kriegszug dorthin.
Die Choresm-Schahs nutzten Dschand als Basis für Feldzüge gegen die Kiptschak, Ala ad-Din Atsiz schon früh in seiner Herrschaft. Der Seldschukensultan Sandschar entzog 1147 Atsiz die Stadt und vergab sie an einen Karachaniden. Wenige Jahre später konnte Atsiz Dschand jedoch zurückerobern. Die Provinz Dschand wurde ob ihrer Bedeutung oft den ältesten Söhnen der Herrscher zur Regierung übertragen, so an Il-Arslan und später an Tekisch. Während eines solchen Feldzugs gegen die Kiptschak trafen Truppen der Choresm-Schahs erstmals auf Mongolen Dschingis Khans. Dschand wurde nach gescheiterten Verhandlungen wohl 1220 von einem Mongolenheer unter Dschötschi erobert und geplündert. Im Folgejahr diente Dschand als Ausgangsbasis für einen Feldzug gegen Gurgandsch.
Yāqūt ar-Rūmī berichtete in seinem Anfang des 13. Jahrhunderts entstandenen geographischen Wörterbuch, dass die Bewohner Dschands der hanafitischen Rechtsschule anhingen. Die Stadt stünde nun aber unter der Herrschaft der Mongolen und über das Schicksal ihrer Bewohner sei nichts bekannt. Ein tschagataischer Geschichtsschreiber erwähnte später aber Baumaßnahmen eines Khans der Weißen Horde in Dschand, die wohl ins 14. Jahrhundert zu setzen sind.